# Кер ла Петит
Кер ла Петит (фр. Koeur-la-Petite) је насеље и општина у Француској у региону Лорена, у департману Меза.
По подацима из 2011. године у општини је живело 307 становника, а густина насељености је износила 15,1 становника/km².

## Демографија
| 1962. | 1968. | 1975. | 1982. | 1990. | 2011. |
| ----- | ----- | ----- | ----- | ----- | ----- |
| 283   | 240   | 215   | 228   | 282   | 307   |